# Jugurtia discrepans
Jugurtia discrepans är en stekelart som först beskrevs av Brauns 1913.  Jugurtia discrepans ingår i släktet Jugurtia och familjen Masaridae. Inga underarter finns listade i Catalogue of Life.